# Boulton Paul Defiant
De Boulton Paul Defiant was een jachtvliegtuig van de Britse vliegtuigfabriek Boulton Paul. Alle vuurkracht was in een koepel aan de achterzijde van het toestel geconcentreerd. Het eenmotorige toestel werd eind 1939, kort na het begin van de Tweede Wereldoorlog, operationeel. Het toestel werd aangedreven door dezelfde motor als de Hawker Hurricane en de Supermarine Spitfire.
De eerste gevechtsmissie van de  Defiant was op 12 mei 1940. Boven Nederland werd een Junkers Ju 88 neergeschoten. De volgende dag claimden de Defiants overwinningen op vier Stuka's. Diezelfde dag werden de Defiants aangevallen door Messerschmitt Bf 109s. De Spitfires die de Defiants tijdens die vlucht escorteerden konden niet verhinderen dat vijf van de zes Defiants werden neergeschoten.
De Defiant werd aanvankelijk met succes ingezet als dagjager boven Duinkerke. Duitse piloten werden verrast door het achterwaarts vurend geschut. Het duurde echter niet lang voordat de Duitse jagers begrepen dat het toestel erg kwetsbaar was wanneer het frontaal werd aangevallen.
De Defiant werd later in de oorlog ingezet als nachtjager om Duitse bommenwerpers te bestrijden. Toen in 1942 nieuwere en beter uitgeruste nachtjagers, zoals de Bristol Beaufighter, in dienst werden genomen kwam er een einde aan de loopbaan van de Defiant. Een aantal toestellen werd omgebouwd tot reddingsvliegtuig of ingezet voor het slepen van schietschijven.
Het aantal gebouwde Defiants bedroeg ongeveer 1060.